# Dicranomyia melanderi
Dicranomyia melanderi är en tvåvingeart. Dicranomyia melanderi ingår i släktet Dicranomyia och familjen småharkrankar.

## Underarter
Arten delas in i följande underarter:
- D. m. melanderi
- D. m. tharpiana